# Maison Rosenfeld
La Maison Rosenfeld (en hongrois : Rosenfeld-ház) est un édifice situé dans le 13e arrondissement de Budapest. 